# ホリゾント
ホリゾントは、舞台やスタジオで使われる背景用の布製の幕または壁、またそれを照らす照明のことである。通称「ホリ」。空や空間を表す。本来は無限の空を表現させるためのものである。ドイツ語のHorizont（ホリツォント、地平線）から来ている。ホリゾント幕をキャンバスに例えるなら、ホリゾントライトは絵具にあたる。ここでは、ホリゾント幕・ホリゾントライトとともに、大黒幕についても取り扱う。

## ホリゾント幕
照明をあてることで、背景として使われる白色の大きな幕のことをいう。主に舞台の一番奥にあり、後述するホリゾントライトにより投光し、様々な背景として表現される。日本映画界では、円谷英二が1931年（昭和6年）に使用したのが最初のホリゾント撮影である。劇場によっては舞台の中程に「中ホリゾント幕」があることもある。通称「ホリ幕」。

## 大黒幕
おおぐろまく。ホリゾント幕を隠す黒い幕を「大黒幕」（通称「おおぐろ」）という。「ホリゾントを見せない」という表現をするためにある。色がグレーでも「おおぐろ」と呼ぶ。歌舞伎では、夜の屋外や「無」という意味がある幕で、ホリゾント幕とセットでほとんどの劇場に設置されている。

## ホリゾントライト
ホリゾントライトはホリゾント幕を照らすライトであり、アッパーホリゾントライトとロアーホリゾントライトがある。ホリゾント幕の広い面積を均等な明るさで照射し、青空・夕焼け・草原などの自然・季節や時間の移り変わりや、心理描写等をさまざまな色の組み合わせで彩り、演出空間の効果を作り出す。技量が問われる。

### アッパーホリゾントライト
ホリゾント幕前に舞台の上部から吊さげてあるライト。Upper Horizon Light。UH(UHL)と略す。通常3色から6色、色の組み合わせやの強弱でその雰囲気にあった色を表現できる。

### ロアーホリゾントライト
ホリゾント幕前に設置する床置き式のライト。Lower Horizon Light。LH(LHL)と略す。通称「ローホリ」。